# Pantomallus titinga
Pantomallus titinga là một loài bọ cánh cứng trong họ Cerambycidae.